# Zamarada laciniata
Zamarada laciniata är en fjärilsart som beskrevs av Fletcher 1974. Zamarada laciniata ingår i släktet Zamarada och familjen mätare. Inga underarter finns listade i Catalogue of Life.